# Àcid tànnic
L'àcid tànnic, o àcid gal·lotànnic, és un compost polifenòlic la fórmula del qual és C76H52O46 que té propietats d'àcid feble. Conté formalment deu unitats de grups gal·loil (3,4,5-trihidroxifenil) que envolten un centre d'una molècula de glucosa. Tanmateix, l'àcid tànnic comercial consta d'entre dos i dotze fragments de gal·loils. Forma part del grup de composts genèricament conegut com a tanins i es coneix també amb altres noms: gal·lotanins o tanins de grau alimentari. Es localitza a les gales, o cecidis, formades per insectes a les branquetes de determinades espècies de roure (Quercus infectoria i altres espècies de Quercus). S'extreu d'aquestes estructures i s'utilitza com a fàrmac. S'obté sintèticament mitjançant l'acilació dels cinc grups hidroxi de la D-glucosa per l'àcid 3,4-dihidroxi-5-[(3,4,5-trihidroxibenzoïl)oxi]benzoic (un dímer de l'àcid gàl·lic). Antigament, s'emprava com a antídot contra diverses substàncies tòxiques. Actualment, l'àcid tànnic s'administra per via tòpica per al tractament de l'herpes labial, la dermatitis del bolquer, les butllofes febrils i la dermatitis per contacte amb heura metzinosa. Així mateix, l'àcid tànnic s'ingereix per via oral i s'aplica directament en casos d'hemorràgies, diarrea crònica, disenteria, hematúria, artràlgies, tos persistent i càncer.
L'àcid tànnic fou aïllat per primera vegada el 1777 pels químics francesos Pierre-Joseph Macquer (1718-1784) i Antoine-Grimoalt Monnet (1734-1917). L'adjectiu «tànnic» prové del cèltic gàl·lic tannos ‘roure’, amb possible influx semàntic del germà gòtic tain ‘brot, branca’. És un terme que fou introduït el 1796 pel químic francès Armand Seguin (1767-1835).

## Propietats

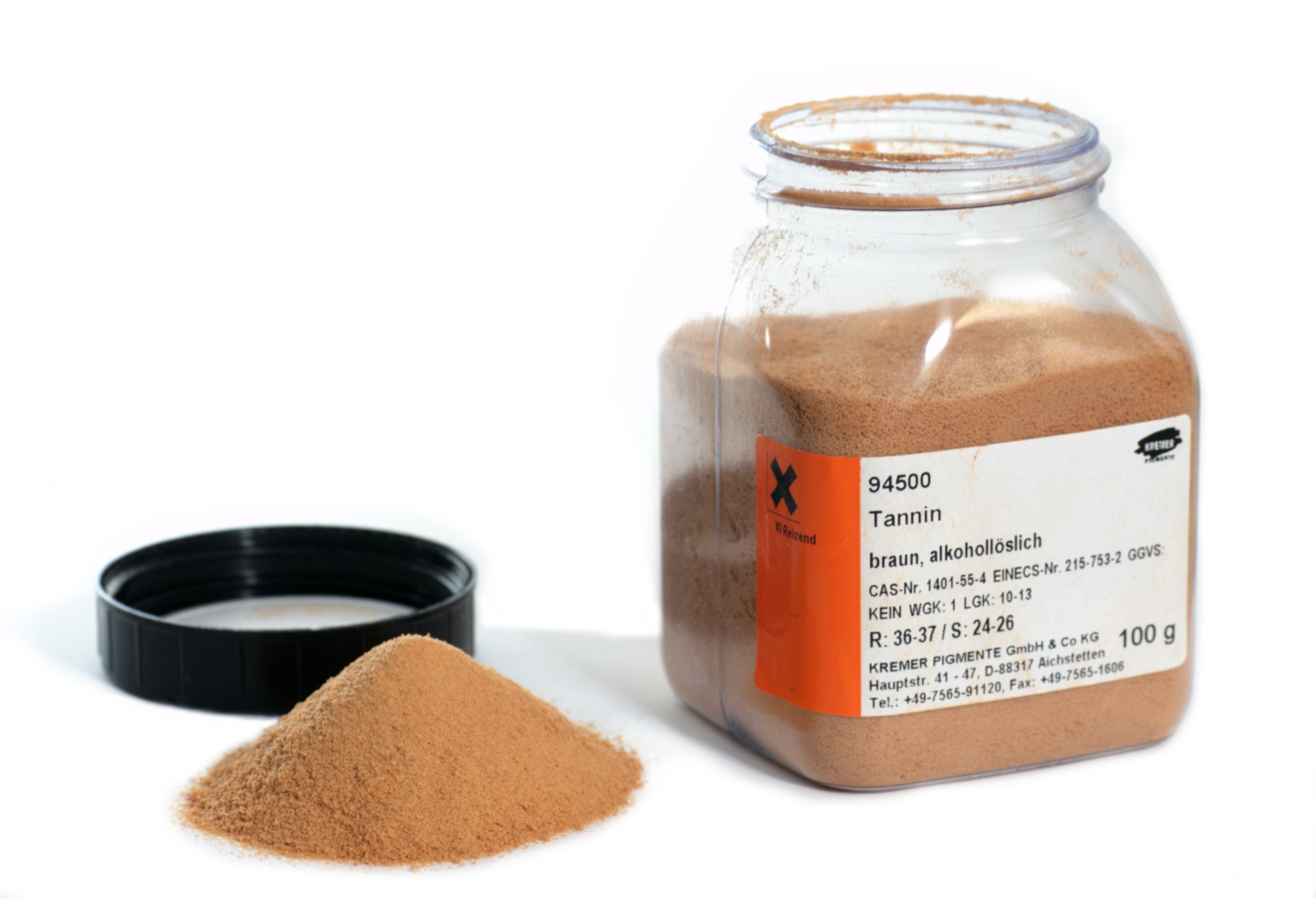
Àcid tànnic comercial.

L'àcid tànnic és un sòlid de color groc clar a marró amb una lleugera olor i gust astringent. Té un punt de fusió de 200 °C i és més dens que l'aigua. És molt soluble en aigua (1 g es dissol en 35 ml d'aigua o 2 850 g/L), etanol i acetona, pràcticament insoluble en èter de petroli i tetraclorur de carboni i insoluble en benzè, cloroform i disulfur de carboni. En escalfar-se per damunt els 210-215 °C es descompon.
L'acidesa que presenta (pKa al voltant de 6) és deguda als nombrosos grups fenol de l'estructura, que, en perdre un protó, estabilitzen l'anió resultant per deslocalització de la càrrega negativa en els anells aromàtics.

## Estat natural

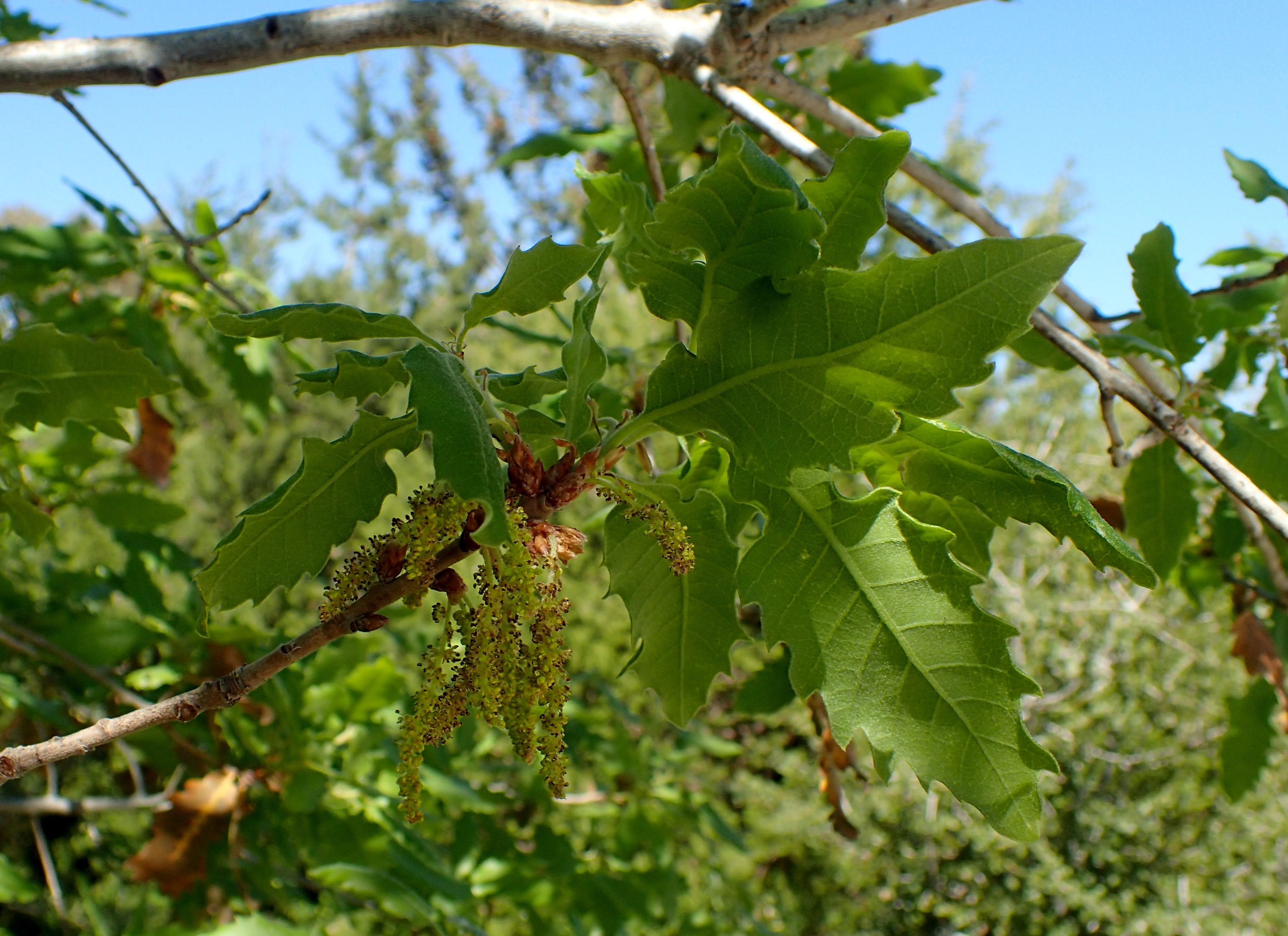
Quercus infectoria. Creix de forma natural a l'Àsia Menor (Iraq, Kurdistan, Turquia), Xipre, Grècia, i s'introduí a Europa el 1822.

L'àcid tànnic es troba de manera natural a les arrels, la fusta, l'escorça, les fulles i els fruits de moltes plantes. S'obté normalment per extracció amb dissolvent de les gales (creixements patològics que resulten de l’atac d’insectes), les excrescències que es formen a les branques joves de diverses espècies de Quercus, per exemple, Quercus infectoria; de diverses espècies de sumac, com el sicilià (Rhus coriaria); i d'altres plantes. Se'n solen distingir dues variants, el nom de les quals fa referència a la part del roure d'on s'han obtingut: l'àcid quercitànnic (del llatí quercus), procedent de l’escorça i les fulles i l'àcid gal·lotànnic (de l'anglès gall o francès galle) que es troba a les gales de l'arbre.

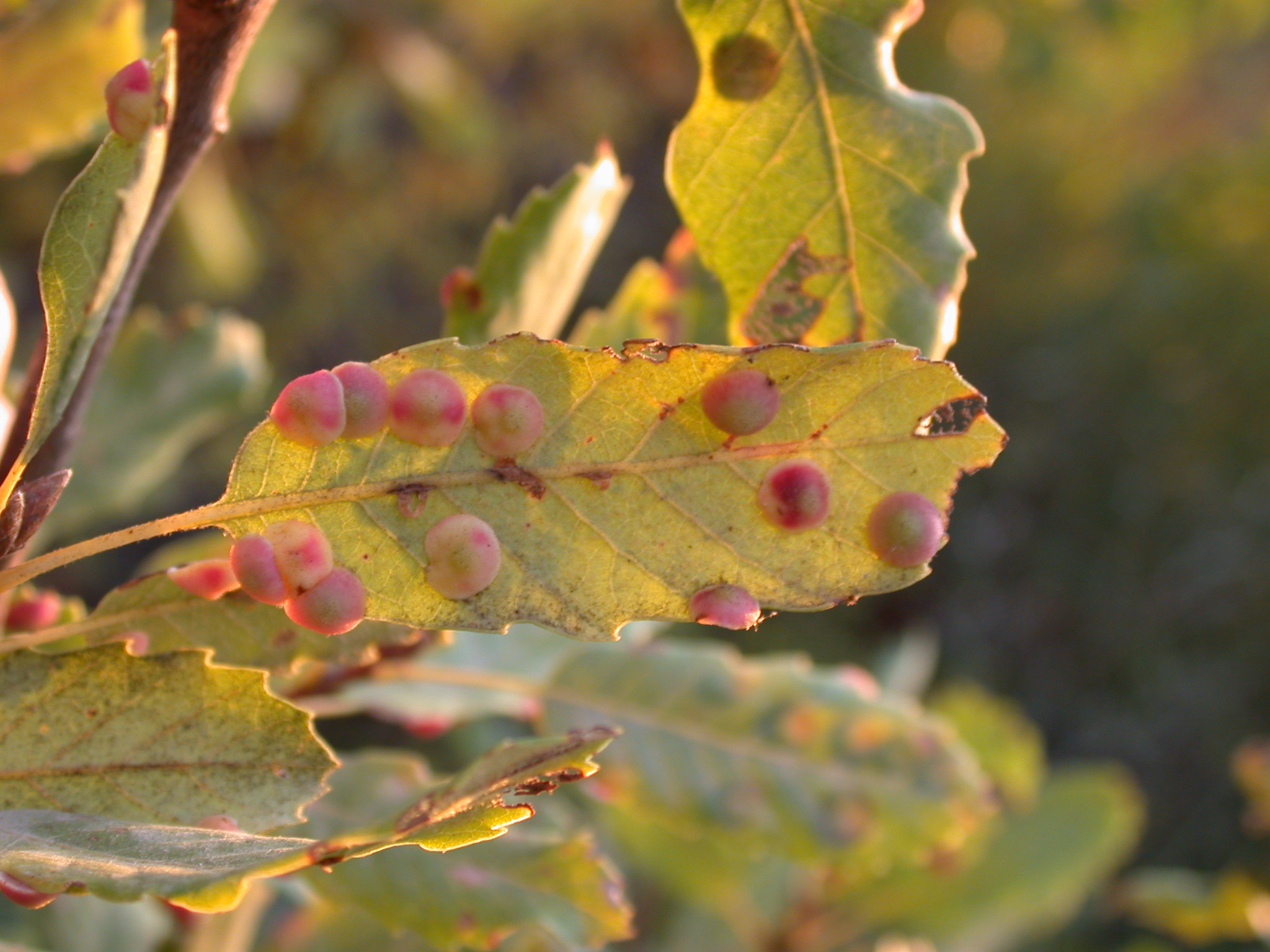
Quercus boissieri amb gales.

Es presenta comercialment sota la forma de pólvores amorfes de color entre groc i marró clar, inodores o amb una lleu olor característica, i solubles en aigua i en alcohol, donant dissolucions de reacció àcida.
La descomposició dels arbres al voltant de masses d'aigua sovint condueix a la coloració directa de l'aigua donant-li un aspecte pantanós i tèrbol. Aquesta disminució de pH a l'ecosistema, deguda a la dissolució de l'àcid tànnic, afecta especialment les espècies aquàtiques. Tot i que els canvis de pH graduals poden ser habituals en zones molt boscoses, una baixada brusca del pH té conseqüències adverses, com pot ser el cas quan un arbre es precipita a l'aigua.
Com a curiositat, el color de la pell dels cocodrils i caimans depèn molt de la qualitat de l'aigua. Les aigües carregades d'algues afavoreixen una pell més verda, mentre que si l'aigua és rica en àcid tànnic per la descomposició de fulles dels arbres propers, la pell d'aquests animals tendeix a ser més fosca.

## Usos

### En la indústria tèxtil

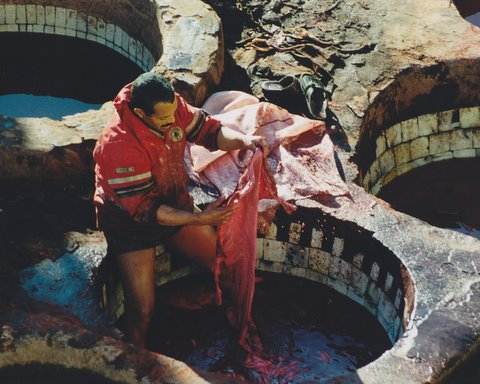
Adobat del cuir al Marroc.

L'àcid tànnic s'empra sobretot en l'adobat del cuir, ja que en grans quantitats converteix les cèl·lules de la pell en un material molt semblant al suro. Un mordent és una substància que es pot unir a la fibra de cel·lulosa com el cotó i s'uneix químicament amb colorants naturals. L'ús d'un mordent, que millora la fixació del colorant natural a la fibra formant un complex amb el colorant, és necessari perquè els colorants naturals tenen capacitats limitades de fixació a la fibra. S'aplica també a catifes o fils de poliamida per a fer-los resistents a les taques.

### En medicina
Juntament amb magnesi i, de vegades, carbó actiu, l'àcid tànnic s'ha utilitzat històricament com a tractament per a moltes substàncies tòxiques, com ara estricnina, alcaloides, metalls pesants o bolets tòxics. També, a finals del segle xix i principis del segle xx, la ptomaine, una suposada substància tòxica produïda per la descomposició de proteïnes en aliments en mal estat.

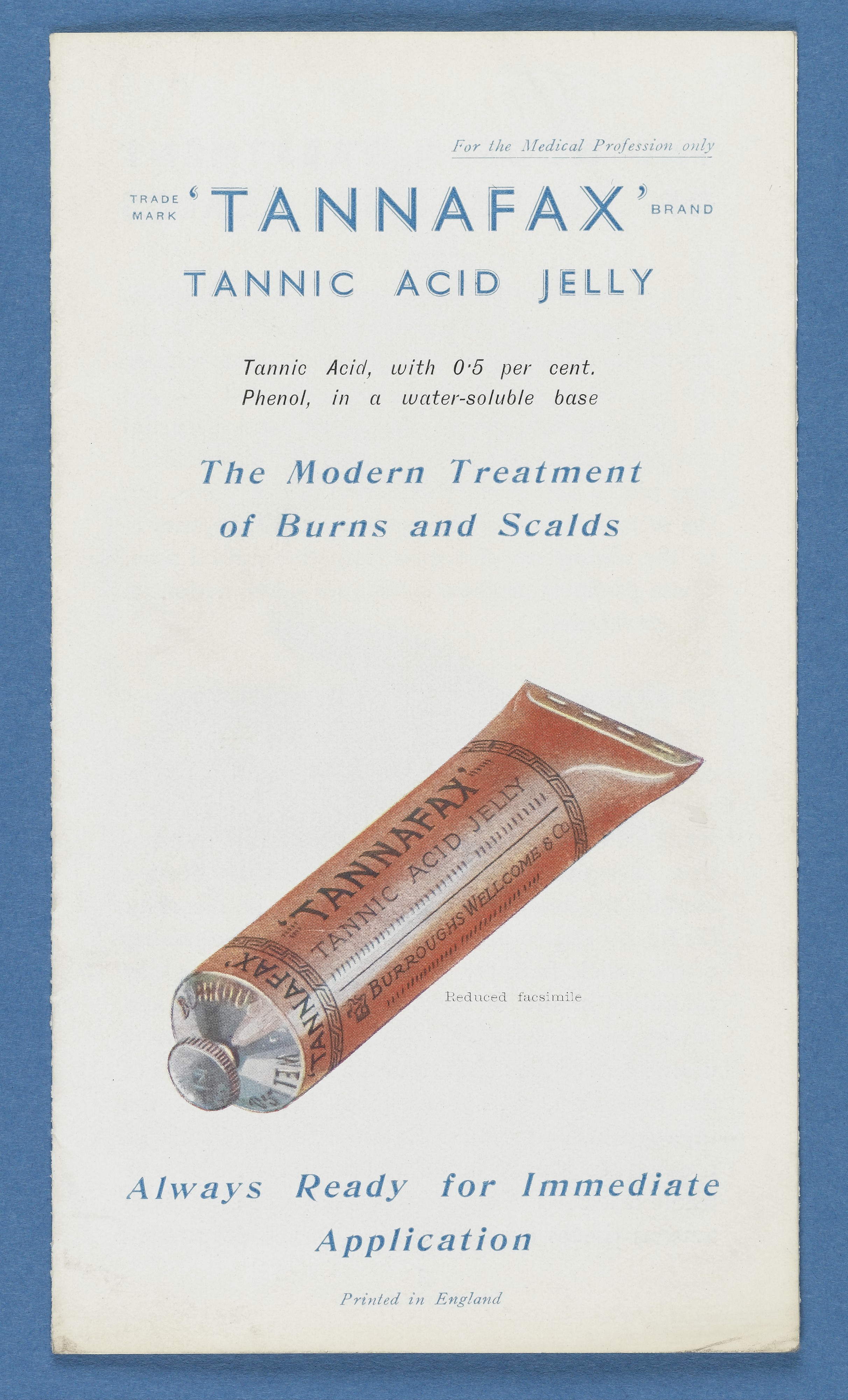
Antic cartell publicitari de pomada pel tractament de cremades i escaldades.

La introducció del tractament amb àcid tànnic de lesions greus per cremades a la dècada de 1920 va reduir significativament la mortalitat per aquest motiu. Durant la Primera Guerra Mundial, es van prescriure apòsits d'àcid tànnic per tractar «les cremades, ja siguin provocades per bombes incendiàries, gas mostassa o lewisita». Després de la guerra aquest ús es va abandonar a causa del desenvolupament de tractaments més moderns.
Tradicionalment, l'àcid tànnic s'ha utilitzat per a les propietats astringents, que ajuden a contraure els teixits i reduir la inflamació. I, tot i que la seva aplicació ha disminuït considerablement en comparació amb el passat, encara té actualment alguns usos en medicina. En dermatologia s'empra en el tractament de cremades lleus, aplicat tòpicament pot alleujar el dolor i promoure la cicatrització. Es fa servir en el tractament d'úlceres per pressió: s'utilitza en algunes formulacions per a protegir la pell i prevenir infeccions. S'empra per a tractar ferides menors: pot contribuir a aturar el sagnat i promoure la coagulació. En odontologia s'usa en esbandides bucals per a alleujar el dolor i promoure la cicatrització.
Els efectes beneficiosos combinats de l'àcid tànnic amb altres fàrmacs quimioterapèutics convencionals s'han demostrat clarament, com ara un efecte sinèrgic contra el càncer i la millora de la quimiosensibilitat en diversos casos resistents. No obstant això, les aplicacions clíniques de l'àcid tànnic s'han limitat a causa de la seva poca solubilitat en lípids, baixa biodisponibilitat, mal gust i vida mitjana curta.

### En la indústria alimentària
L'àcid tànnic té una àmplia aplicació en la indústria alimentària, ja que s'utilitza com a potenciador del gust, estabilitzador del color i agent clarificador. Segons la Directiva de la UE 89/107/CEE, l'àcid tànnic no es pot considerar un additiu alimentari i, per tant, no té un número E. Segons aquesta directiva, l'àcid tànnic es pot designar com un ingredient alimentari. El número E E181 de vegades s'utilitza incorrectament per referir-s'hi; de fet, es refereix al número INS assignat a l'àcid tànnic sota el sistema del Codex Alimentarius FAO-OMS.

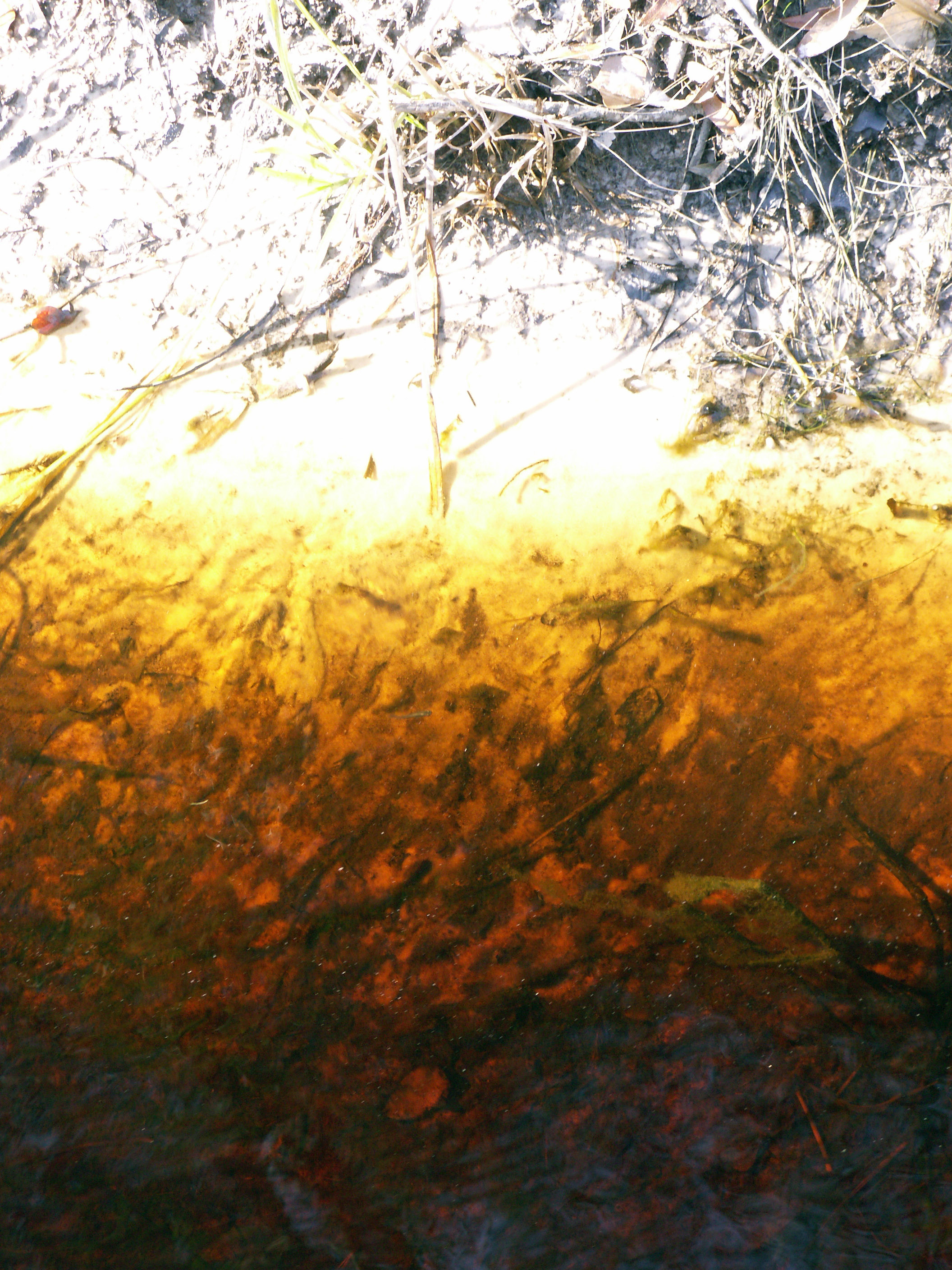
L'àcid tànnic acoloreix l'aigua dels rius on cauen les fulles dels arbres que el contenen..

El Codi Alimentari Espanyol no fa esment explícit de l'àcid tànnic; fa servir el terme més genèric «tanins», sota el qual cal suposar que es pot incloure l'àcid tànnic. Indica uns quants productes en els quals està permès el seu ús com a clarificador (cervesa, sucs de fruita, vinagre) mentre que en prohibeix l'ús en altres: mel i cafè en qualsevol de les presentacions (extractes solubles, descafeïnat, etc.).

### Altres usos
Presenta propietats com la hidrofília, la quelació d'ions metàl·lics i l'activitat antioxidant que el fan un agent molt prometedor per a la modificació de membranes compostes de pel·lícula fina, emprades en tractament d'aigües. S'utilitza en la conservació d'objectes de metalls ferrosos per a inhibir la corrosió. Els tanins són un ingredient bàsic en la tinció química de la fusta i ja estan presents en fustes com el roure, la noguera i la caoba. L'àcid tànnic se sol aplicar a les fustes baixes en taní a fi d'assolir el nivell de tinció desitjat. Intervé com a coagulant en la fabricació de cautxú. En química analítica es fa servir com a reactiu. Amb una barreja d'albúmina i gelatina s'utilitza per a fabricar cuirasses de tortuga. També s'està emprant en fusta d'exteriors per a preservar del fred, la calor i les pluges. Passat cert temps, l'àcid tànnic, pot desprendre's de la fusta que el conté i decolorar el sòl subjacent. Mai s'han d'instal·lar sòls laminats amb àcid tànnic sobre una superfície susceptible de tacar-se.

## Toxicitat
L'àcid tànnic pot danyar l'ull provocant visió borrosa. Al contacte o absorció a través de la pell produeix irritació, dolor, enrogiment. Si s'ingereix, causa irritació del tracte gastrointestinal, nàusees, diarrea i vòmits i, de forma prolongada, pot danyar el fetge. En cas d'inhalació pot causar irritació de les vies respiratòries. Com és de suposar, la toxicitat depèn fonamentalment de la dosi. Un cop és ingerit produeix de forma immediata diarrees, vòmits i irritacions a la pell.